# Orconectes maletae
Orconectes maletae là một loài tôm sông trong họ Cambaridae.